# Sanakadakheto
Sanakadakheto núbiai kusita királynő volt a Kr. e. 2. században. Uralkodásának részleteiről nagyon kevés forrás áll rendelkezésre, de valószínű, hogy ő volt a Meroitikus Királyság első uralkodónője.
A királynő ábrázolásain azonban gyakran feltűnik egy férfialak, aki kezével megérinti Shanakadakheto koronáját, amely arra utalhat, hogy ő legitimálta a királynő uralmát.
Kultúrtörténeti szempontból roppant fontosságú, hogy a királynő uralkodásához köthető az első datált meroitikus nyelvű felirat.
Uralma alatt jelentős templom épült Naqában a helyi Ámon isten szent hegyének tövében.

## Sírja
Az uralkodónő sírja a meroéi északi piramistemetőben található. A meroitikus szokások szerint a piramishoz keletről kapcsolódó sírkápolna, a temető egyik legszebb és legösszetettebb díszítésű sírépítménye. A két helységből álló építmény falát domborművek díszítik, amelyeken feltűnik a oroszlános trónuson ülő királynő és a neki áldozatot bemutató királyi családtagok sora is.

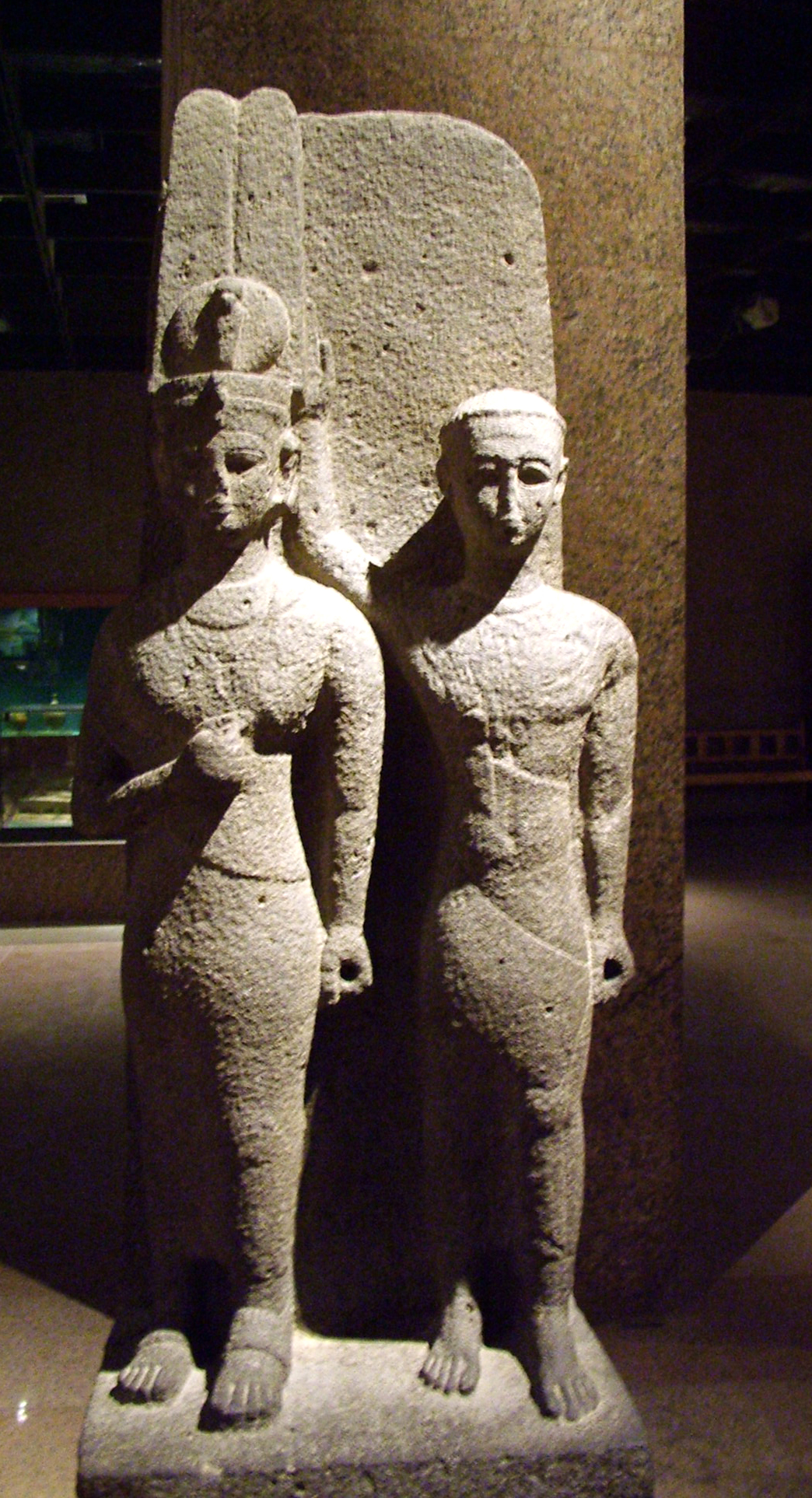
A királynő és férfi kísérőjének szobra Meroéból ma Asszuáni Múzeumban (Egyiptom)
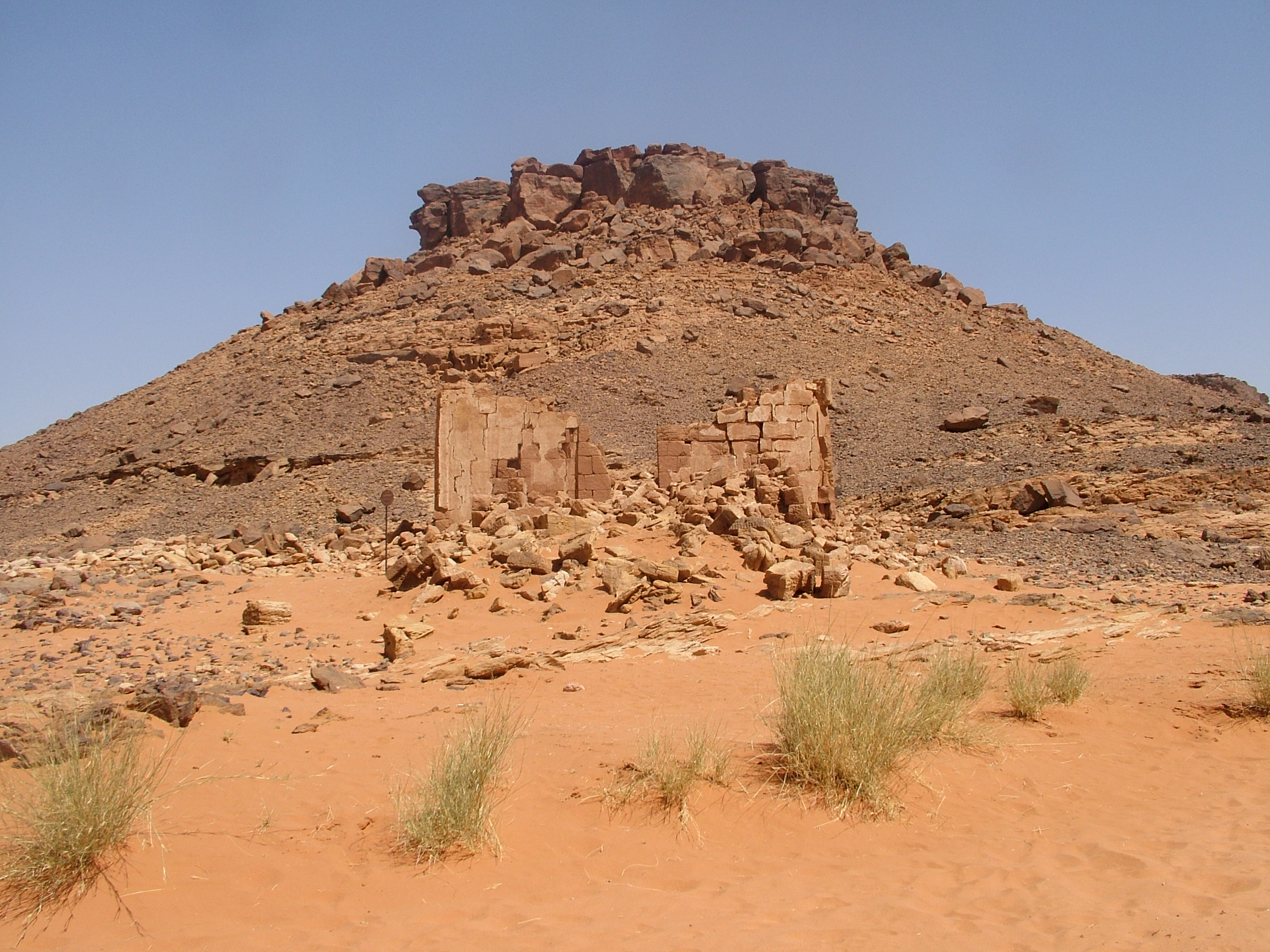
A királynő templomának romjai a naqai szent hegy lábánál
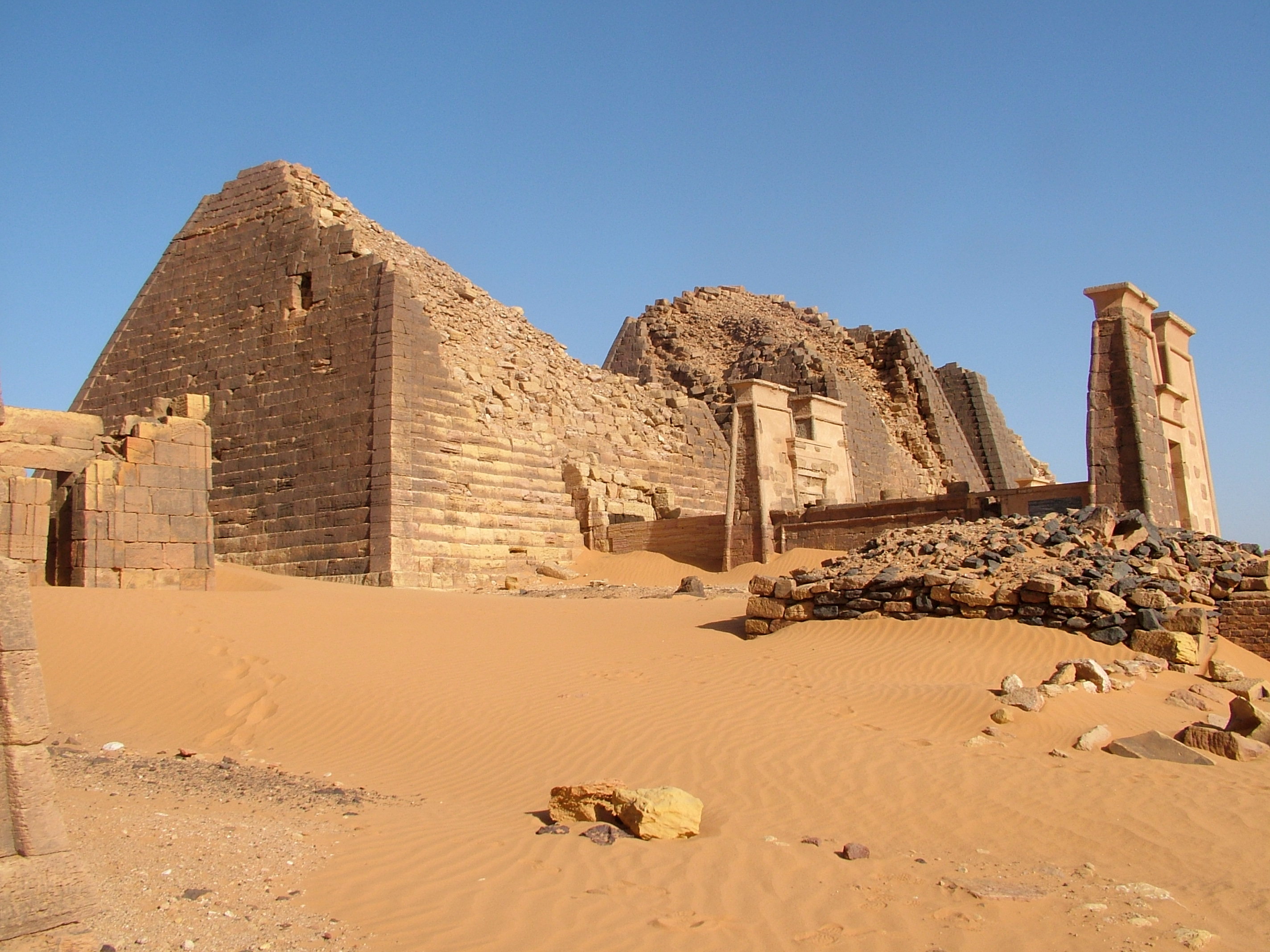
A királynő piramisa és halotti kápolnája Meroéban

## Külső hivatkozások
- (angol) A királynő szobra
- (angol) Relief a piramiskápolnájából (ma a British Museumban)
- (német) A naqai templom felirata Lepsius publikációjában
- (német) Cikk a sírkápolna reliefjeiről